# Hylaeus gracillimus
Hylaeus gracillimus är en biart som först beskrevs av Carlos Schrottky 1902.  Hylaeus gracillimus ingår i släktet citronbin, och familjen korttungebin. Inga underarter finns listade i Catalogue of Life.